# Nowa Włoska Partia Socjalistyczna
Nowa Włoska Partia Socjalistyczna (wł. Nuovo PSI, NPSI) – włoska partia socjaldemokratyczna, uznająca się za kontynuatorkę Włoskiej Partii Socjalistycznej (PSI), rozwiązanej po serii skandali korupcyjnych (afera Tangentopoli) w połowie lat 90.

## Historia
NPSI powstała w 2001 z połączenia kilku niewielkich ugrupowań i środowisk centrolewicowych. Pomimo takiej nazwy i oficjalnie głoszonej ideologii stała się częścią centroprawicowej koalicji Silvia Berlusconiego pod nazwą Dom Wolności. W odbywających się w tym samym roku wyborach uzyskała 1% głosów, zdobywając 3 mandaty w Izbie Deputowanych i 1 w Senacie. Trzy lata później w wyborach do Parlamentu Europejskiego wprowadziła 2 posłów.
W 2006 w partii doszło do rozłamu na tle wyboru potencjalnego bloku wyborczego. Zwolennicy przejścia do L’Unione pod przywództwem lidera NPSI Vittoria Craxiego (syna Bettina Craxiego, byłego przewodniczącego PSI) powołali nowe stronnictwo – Włoscy Socjaliści. Lider NPSI Gianni De Michelis podpisał natomiast w ramach Domu Wolności porozumienie z Chrześcijańską Demokracją dla Autonomii, które w wyborach parlamentarnych w 2006 przyniosło partii 2 mandaty w Izbie Deputowanych. W czerwcu 2007 doszło do kolejnego podziału w ramach NPSI. Zwolennicy dotychczasowego przewodniczącego, dążący do zerwania dotychczasowych koalicji i przyłączenia się do budowy Partii Socjalistycznej, opuścili ugrupowanie i powołali własną niewielką formację (również pod nazwą Partia Socjalistyczna).
Nowym liderem NPSI w 2007 został Stefano Caldoro, były minister i poseł, a partia podpisała porozumienie o wejściu w skład federacji Lud Wolności. W przedterminowych wyborach w 2008 dwóch przedstawicieli socjalistów zostało posłami Izby Deputowanych kolejnej kadencji. W marcu 2009 NPSI przystąpiła do przekształconego w jednolite ugrupowanie Ludu Wolności, zachowując jednak pewną odrębność organizacyjną. W 2011 sekretarzem partii został Lucio Barani (który w 2013 został wybrany w skład Senatu). Pełnił tę funkcję do 2015 (do czasu rekonstrukcji stryktury kierowniczej partii), powrócił na nią w 2019. Ugrupowanie po rozpadzie PdL nawiązało współpracę z reaktywowaną partią Forza Italia; w 2018 i 2022 jeden z liderów NPSI Alessandro Battilocchio uzyskał mandat deputowanego.